# Terroristas mais procurados pelo FBI

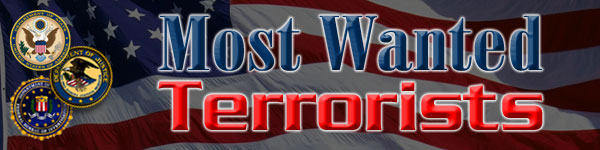
Banner usado pelo FBI desde o início, em 10 de outubro de 2001, como o título principal das páginas do site do grupo de terroristas mais procurados e também no cartaz de procurado de cada suspeito de fuga terrorista. Os três selos sobrepostos à esquerda são o selo do Departamento de Estado dos EUA (semelhante ao Grande Selo dos Estados Unidos) e o selo do Federal Bureau of Investigation, enquanto à direita está o selo do Departamento de Justiça dos EUA.

A lista de terroristas mais procurados pelo FBI foi criada e divulgada pela primeira vez em 10 de outubro de 2001, com a autoridade do presidente dos Estados Unidos, George W. Bush, após os ataques de 11 de setembro. Inicialmente, a lista continha 22 dos principais suspeitos de terrorismo escolhidos pelo FBI, todos os quais já haviam sido indiciados por atos de terrorismo entre 1985 e 1998. Nenhum dos 22 havia sido capturado pelos EUA ou por outras autoridades até aquela data. Dos 22, apenas Osama Bin Laden já constava na lista dos 10 foragidos mais procurados pelo FBI.
Nenhuma consequência legal específica decorreu da criação e da inclusão na lista. Em 17 de janeiro de 2002, o FBI divulgou uma terceira grande lista de procurados, que passou a ser conhecida como a lista "FBI Buscando Informações - Guerra ao Terrorismo", para solicitar a ajuda do público na comunicação de informações que possam evitar futuros ataques terroristas. As informações que devem ser relatadas não estão necessariamente relacionadas a nenhuma pessoa em qualquer uma das listas de procurados do FBI.

## Supostos terroristas fugitivos
No cartaz de procurados do grupo de fugitivos, o FBI não listou as pessoas em nenhuma ordem específica, exceto, talvez, pela colocação consistente de Bin Laden na primeira posição da linha superior. No entanto, os 22 podem ser facilmente encaixados em categorias distintas ao longo das duas décadas, com base nos ataques terroristas nos quais, segundo as autoridades norte-americanas, estavam envolvidos.
Para fins de organização e facilidade de referência aqui, os 22 da lista estão agrupados pelo ataque pelo qual foram colocados na lista.
| Foto | Nome | Suposta atividade terrorista                                             | Data da atividade      | Status                            |  |
| --- | --- | ------------------------------------------------------------------------ | ---------------------- | --------------------------------- |  |
| | Imad Mughniyah | Voo TWA 847                                                              | 14 de junho de 1985    | Morto                             |  |
| Morto em 12 de fevereiro de 2008 por um carro-bomba detonado pelo Mossad e pela CIA quando passava a pé em Damasco, na Síria. | |                                                                          |                        |                                   |  |
| | Ali Atwa | Voo TWA 847                                                              | 14 de junho de 1985    | Falecido                          |  |
| Morreu de câncer no Líbano em outubro de 2021. | |                                                                          |                        |                                   |  |
| | Hassan Izz-Al-Din | Voo TWA 847                                                              | 14 de junho de 1985    | Livre                             |  |
| | |                                                                          |                        |                                   |  |
| | |                                                                          |                        |                                   |  |
| | Abdul Rahman Yasin | Atentado de 1993 ao World Trade Center                                   | 17 de novembro de 1996 | Livre                             |  |
| Acusado de fabricar bombas para o atentado ao World Trade Center em 1993. Yasin foi supostamente prisioneiro de Saddam Hussein em 2002, mas desde então desapareceu do Iraque. Ele não foi localizado durante a invasão do Iraque em 2003. | |                                                                          |                        |                                   |  |
| | |                                                                          |                        |                                   |  |
| Khalid Shaikh Mohammed | Khalid Sheikh Mohammed | Plano Bojinka                                                            | 1994 - 1995            | Capturado                         |  |
| Khalid Shaikh Mohammed | Capturado no Paquistão em 1º de março de 2003. |                                                                          |                        |                                   |  |
| | |                                                                          |                        |                                   |  |
| | Ahmed Ibrahim Al-Mughassil | Atentado das torres de Khobar                                            | 25 de junho de 1996    | Livre                             |  |
| Al-Mughassil teria sido capturado no Líbano em 7 de agosto de 2015 e extraditado para a Arábia Saudita. No entanto, ele não foi levado sob custódia dos EUA e ainda é procurado pelo FBI. | |                                                                          |                        |                                   |  |
| | Ali Saed Bin Ali El-Hoorie | Atentado das torres de Khobar                                            | 25 de junho de 1996    | Livre                             |  |
| | |                                                                          |                        |                                   |  |
| | Ibrahim Salih Mohammed Al-Yacoub | Atentado das torres de Khobar                                            | 25 de junho de 1996    | Livre                             |  |
| | |                                                                          |                        |                                   |  |
| | Abdelkarim Hussein Mohamed Al-Nasser | Atentado das torres de Khobar                                            | 25 de junho de 1996    | Livre                             |  |
| Apontado pelo governo dos EUA como líder do Hezbollah Al-Hejaz. | |                                                                          |                        |                                   |  |
| | |                                                                          |                        |                                   |  |
| Mohammed Atef | Mohammed Atef | Atentados terroristas às embaixadas dos Estados Unidos na África de 1998 | 7 de agosto de 1998    | Morto                             |  |
| Mohammed Atef | Morto no Afeganistão em 14 de novembro de 2001, por um ataque de mísseis Predator em sua casa nos arredores de Cabul. |                                                                          |                        |                                   |  |
| Osama bin Laden | Osama bin Laden | Atentados terroristas às embaixadas dos Estados Unidos na África de 1998 | 7 de agosto de 1998    | Morto                             |  |
| Osama bin Laden | Morto pelos Seals da Marinha dos EUA em um complexo em Abbottabad, Paquistão; anunciado como morto em 2 de maio de 2011. Foi incluído na lista dos terroristas mais procurados por seu envolvimento nos atentados a bomba contra as embaixadas dos EUA em Nairóbi, Quênia, e Dar es Salaam, Tanzânia. |                                                                          |                        |                                   |  |
| Ayman al-Zawahiri | Ayman al-Zawahiri | Atentados terroristas às embaixadas dos Estados Unidos na África de 1998 | 7 de agosto de 1998    | Morto                             |  |
| Ayman al-Zawahiri | O sucessor de Osama bin-Laden como líder da Al-Qaeda, Ayman al-Zawahiri, estava sendo acusado nos Estados Unidos por sua suposta participação nos atentados a bomba contra as embaixadas dos EUA em Dar es Salaam, Tanzânia, e Nairóbi, Quênia, em 1998. O Programa de Recompensas para a Justiça do Departamento de Estado dos EUA estava oferecendo uma recompensa de até US$ 25 milhões por informações sobre sua localização e captura. Em 31 de julho de 2022, ele foi morto por um ataque de drone em Cabul, no Afeganistão, realizado pelos Estados Unidos. Ele está listado como falecido pelo FBI. |                                                                          |                        |                                   |  |
| Fazul Abdullah Mohammed | Fazul Abdullah Mohammed | Atentados terroristas às embaixadas dos Estados Unidos na África de 1998 | 7 de agosto de 1998    | Morto                             |  |
| Fazul Abdullah Mohammed | Em 11 de junho de 2011, surgiram relatos de que ele havia sido morto na Somália. A polícia queniana declarou, por meio de testes de DNA, que tinha certeza de que ele havia sido morto pelas forças somalianas em 8 de junho. Oficialmente listado como falecido no site do FBI até 12 de junho. |                                                                          |                        |                                   |  |
| Mustafa Mohamed Fadhil | Mustafa Mohamed Fadhil | Atentados terroristas às embaixadas dos Estados Unidos na África de 1998 | 7 de agosto de 1998    | Morto                             |  |
| Mustafa Mohamed Fadhil | Morto no Afeganistão. Ele foi retirado da lista em maio de 2005. |                                                                          |                        |                                   |  |
| Fahid Mohammed Ally Msalam | Fahid Mohammed Ally Msalam | Atentados terroristas às embaixadas dos Estados Unidos na África de 1998 | 7 de agosto de 1998    | Morto                             |  |
| Fahid Mohammed Ally Msalam | Morto em 1º de janeiro de 2009 em um ataque aéreo não tripulado no Paquistão junto com o xeque Ahmed Salim Swedan. |                                                                          |                        |                                   |  |
| Ahmed Khalfan Ghailani | Ahmed Ghailani | Atentados terroristas às embaixadas dos Estados Unidos na África de 1998 | 7 de agosto de 1998    | Capturado                         |  |
| Ahmed Khalfan Ghailani | Capturado no Paquistão em 25 de julho de 2004 e posteriormente detido na Baía de Guantánamo, Cuba. Ghailani foi julgado por um tribunal civil em Nova York em 2010 e condenado por conspirar para bombardear as embaixadas americanas na Tanzânia e no Quênia. No entanto, o júri o absolveu de todas as outras 284 acusações, incluindo tentativa de homicídio. |                                                                          |                        |                                   |  |
| | Sheikh Ahmed Salim Swedan | Atentados terroristas às embaixadas dos Estados Unidos na África de 1998 | 7 de agosto de 1998    | Morto                             |  |
| Morto em 1º de janeiro de 2009 em um ataque aéreo não tripulado no Paquistão, juntamente com Fahid Mohammed Ali Msalam. | |                                                                          |                        |                                   |  |
| | Abdullah Ahmed Abdullah | Atentados terroristas às embaixadas dos Estados Unidos na África de 1998 | 7 de agosto de 1998    | Morto                             |  |
| Abdullah, também conhecido como Abu Mohammed al-Masri, teria sido morto em Teerã, no Irã, em 7 de agosto de 2020, por agentes do Mossad israelense que trabalhavam em nome do governo dos Estados Unidos. Sua morte foi relatada três meses depois. Sua morte foi confirmada pelo Secretário de Estado dos Estados Unidos, Mike Pompeo, em 12 de janeiro de 2021.                                         | |                                                                          |                        |                                   |  |
| | Abu Anas al-Libi | Atentados terroristas às embaixadas dos Estados Unidos na África de 1998 | 7 de agosto de 1998    | Faleceu enquanto estava capturado |  |
| Al-Libi foi capturado em Trípoli, na Líbia, em 5 de outubro de 2013, por comandos da Delta Force.Abu Anas al-Libi morreu em 2 de janeiro de 2015, em um hospital de Nova York, aos 50 anos, enquanto estava sob custódia dos Estados Unidos. Ele sofria de doença hepática em decorrência de hepatite C.                                                                                                  | |                                                                          |                        |                                   |  |
| | Saif al-Adel | Atentados terroristas às embaixadas dos Estados Unidos na África de 1998 | 7 de agosto de 1998    | Livre                             |  |
| Acredita-se que seja o atual líder de facto da al-Qaeda em 2023. | |                                                                          |                        |                                   |  |
| Ahmed Mohammed Hamed Ali | Ahmed Mohammed Hamed Ali | Atentados terroristas às embaixadas dos Estados Unidos na África de 1998 | 7 de agosto de 1998    | Morto                             |  |
| Ahmed Mohammed Hamed Ali | Informado como morto em um ataque de drone em 2010 no Paquistão pelo Centro Nacional de Contraterrorismo. Ele foi retirado da lista em 2012. |                                                                          |                        |                                   |  |
| | Muhsin Musa Matwalli Atwah | Atentados terroristas às embaixadas dos Estados Unidos na África de 1998 | 7 de agosto de 1998    | Morto                             |  |
| Morto em 12 de abril de 2006, junto com outros seis supostos militantes, por forças paquistanesas em um ataque de helicóptero na aldeia de Naghar Kalai, perto da fronteira com o Afeganistão. Os moradores relataram que homens armados removeram os corpos. A morte de Atwah foi confirmada por autoridades norte-americanas em 24 de outubro de 2006, após testes de DNA, e ele foi removido da lista. | |                                                                          |                        |                                   |  |

## Lista "FBI Buscando Informações - Guerra ao Terrorismo"
Considerando que a lista de terroristas mais procurados é reservada para terroristas fugitivos que foram indiciados por grandes júris federais, o FBI reconheceu uma necessidade adicional de obter um tempo de resposta muito mais rápido para evitar futuros ataques que possam estar nos estágios atuais de planejamento. Para obter a ajuda do público nesse esforço, o FBI buscou uma maneira de fornecer ao público as primeiras informações conhecidas sobre suspeitas de ataques terroristas, geralmente muito limitadas, o mais rápido possível. Assim, em 17 de janeiro de 2002, foi divulgada pela primeira vez a terceira grande lista de procurados pelo FBI, que agora ficou conhecida como a lista "FBI Buscando Informações - Guerra ao Terrorismo".
Como o nome dessa lista indica, a intenção do FBI é obter do público, o mais rápido possível, qualquer informação crítica sobre suspeitos de terrorismo que possam estar nos estágios de planejamento de ataques terroristas contra cidadãos dos Estados Unidos no país e no exterior. A primeira lista desse tipo traçou o perfil de cinco pessoas sobre as quais pouco se sabia, mas que eram suspeitas de planejar ataques terroristas em operações de martírio. A principal evidência contra eles era cinco vídeos que eles haviam produzido, encontrados nos escombros da casa destruída de Mohammed Atef nos arredores de Cabul, no Afeganistão.

## Adições à lista
Em 2006, já haviam se passado mais de quatro anos desde que o FBI havia incluído os 22 supostos terroristas originais na lista de Terroristas Mais Procurados. Desses 22, até então, quatro haviam sido qualificados para remoção da lista, devido a morte ou captura. Também nessa época, o FBI determinou que novas pessoas se qualificavam para serem listadas como terroristas mais procurados. Algumas dessas pessoas foram indiciadas por ataques e complôs que ocorreram desde que a lista original foi compilada. Os indiciamentos originais eram referentes a incidentes ocorridos somente até 1998. Desde então, os EUA foram vítimas de pelo menos dois grandes ataques terroristas, o que gerou alguns dos novos indiciamentos para os Terroristas Mais Procurados, principalmente:
- O Atentado ao USS Cole em 2000, que matou 17 marinheiros americanos e feriu 40 em 12 de outubro de 2000, na costa do porto de Aden, no Iêmen

- Ataques de 11 de setembro de 2001 em Manhattan, Washington, D.C. e Pensilvânia

Além disso, depois que a lista original de 2001 foi compilada e divulgada ao público, os EUA frustraram e indiciaram vários outros planos, envolvendo alguns dos novos terroristas mais procurados da lista. Esses outros planos notáveis envolviam:
- O grupo Buffalo Six, uma célula de Buffalo, Nova York, também conhecido como Célula de Lackawanna, exposta em setembro de 2002

- Movimento da Jihad Islâmica na Palestina, acusado pelo Racketeer Influenced and Corrupt Organizations Act (RICO) por conspirações baseadas na Síria desde 1995

- Sequestros e assassinatos de estrangeiros por Abu Sayyaf nas Filipinas

Em fevereiro de 2006, o FBI concluiu dois grupos de adições à lista dos terroristas mais procurados, as primeiras adições desse tipo em mais de quatro anos. Em 24 de fevereiro de 2006, um dia depois de acrescentar dois nomes à lista, o FBI acrescentou mais seis terroristas fugitivos, por vários planos e ataques. Uma das entradas foi para uma acusação que remonta ao sequestro do voo 847 da TWA em 14 de junho de 1985 pelo Hezbollah (veja acima).
Além disso, o FBI também adicionou à lista "FBI Buscando Informações - Guerra ao terrorismo" mais três pessoas, principalmente Abu Musab al-Zarqawi, o famoso líder da Al-Qaeda no Iraque. Essa foi a primeira vez que al-Zarqawi apareceu em uma das três principais listas de procurados do FBI. Em 8 de junho de 2006, a ABC News informou que Abu Musab al-Zarqawi foi confirmado como morto em Bagdá em um bombardeio realizado por uma força-tarefa dos Estados Unidos. Sua morte foi confirmada por várias fontes no Iraque, incluindo o governo dos Estados Unidos.
| Foto | Nome | Suposta atividade terrorista                                       | Data da atividade                               | Data de adição à lista  | Status   |
| --- | --- | ------------------------------------------------------------------ | ----------------------------------------------- | ----------------------- | -------- |
| | Jamal Ahmad Mohammad Al Badawi | Atentado ao USS Cole                                               | 12 de outubro de 2000                           | 23 de fevereiro de 2006 | Morto    |
| O programa Recompensas para a Justiça ofereceu US$ 5 milhões por informações que levassem à sua captura ou condenação. Ele foi morto em um ataque de drone em 1º de janeiro de 2019, na província de Ma'rib, no Iêmen. | |                                                                    |                                                 |                         |          |
| | |                                                                    |                                                 |                         |          |
| | Jaber A. Elbaneh | Buffalo Six                                                        | Desde 2002                                      | 23 de fevereiro de 2006 | Livre    |
| Rendeu-se às autoridades do Iêmen em 20 de maio de 2007. No entanto, depois de cumprir uma sentença de 5 anos no país, ele não foi entregue à custódia dos EUA e ainda é procurado pelo FBI. | |                                                                    |                                                 |                         |          |
| | |                                                                    |                                                 |                         |          |
| Mohammed Ali Hammadi | Mohammed Ali Hamadei | Voo TWA 847                                                        | 14 de junho de 1985                             | 24 de fevereiro de 2006 | Livre    |
| Mohammed Ali Hammadi | Preso pela polícia da Alemanha Ocidental em 13 de janeiro de 1987 e libertado em 15 de dezembro de 2005. O programa Recompensas para a Justiça está oferecendo US$ 5 milhões por informações que levem à sua captura ou condenação. |                                                                    |                                                 |                         |          |
| | |                                                                    |                                                 |                         |          |
| | Ramadan Abdullah Mohammad Shallah | Movimento da Jihad Islâmica na Palestina                           | Desde 1995                                      | 24 de fevereiro de 2006 | Falecido |
| Procurado por conspiração para conduzir os assuntos da organização terrorista internacional designada conhecida como “Jihad Islâmica Palestina”. Shalah morreu em 6 de junho de 2020, no Líbano, após uma doença de longa duração. | |                                                                    |                                                 |                         |          |
| Abd Al Aziz Awda | Abd Al Aziz Awda | Movimento da Jihad Islâmica na Palestina                           | Desde 1995                                      | 24 de fevereiro de 2006 | Livre    |
| Abd Al Aziz Awda | Cofundador da Jihad Islâmica Palestina. |                                                                    |                                                 |                         |          |
| | |                                                                    |                                                 |                         |          |
| | Khadafi Abubakar Janjalani | Sequestros e assassinatos do Abu Sayyaf nas Filipinas              | Início dos anos 1990 - anos 2000 (década)       | 24 de fevereiro de 2006 | Morto    |
| Morreu de ferimentos causados por tiros em 4 de setembro de 2006. Os fuzileiros navais filipinos encontraram os restos de seu corpo em 27 de dezembro de 2006. A morte foi confirmada por testes de DNA em 20 de janeiro de 2007. Listado como falecido em 22 de janeiro de 2007. Removido da lista em 21 de fevereiro.                                     | |                                                                    |                                                 |                         |          |
| | Jainal Antel Sali Jr. | Sequestros e assassinatos do Abu Sayyaf nas Filipinas              | Início dos anos 1990 - anos 2000 (década)       | 24 de fevereiro de 2006 | Morto    |
| Morto pelas forças especiais das Filipinas em 16 de janeiro de 2007. | |                                                                    |                                                 |                         |          |
| | Isnilon Totoni Hapilon | Sequestros e assassinatos do Abu Sayyaf nas Filipinas              | Início dos anos 1990 - anos 2000 (década)       | 24 de fevereiro de 2006 | Morto    |
| Morto pelo Exército Filipino em 16 de outubro de 2017. | |                                                                    |                                                 |                         |          |
| | |                                                                    |                                                 |                         |          |
| Adam Yahiye Gadahn | Adam Yahiye Gadahn | Traição                                                            | 2003 - 2015                                     | 11 de outubro de 2006   | Morto    |
| Adam Yahiye Gadahn | Gadahn foi removido pelo FBI da lista "Buscando Informações - Guerra ao Terrorismo" em 11 de outubro de 2006 e, em vez disso, foi colocado na lista de terroristas mais procurados do FBI. Além disso, em 11 de outubro de 2006, Gadahn foi acusado de traição por um grande júri federal em Santa Ana, Califórnia, tornando-o o primeiro americano acusado de traição desde 1952. O programa Recompensas para a Justiça ofereceu US$ 1 milhão por informações que levassem à sua captura. Ele foi morto em um ataque de drone no Paquistão em 19 de janeiro de 2015. |                                                                    |                                                 |                         |          |
| | |                                                                    |                                                 |                         |          |
| | Daniel Andreas San Diego | Atentados contra a Chiron e a Shaklee                              | 28 de agosto de 2003 - 26 de setembro de 2003   | 11 de abril de 2009     | Livre    |
| San Diego foi incluído na lista dos terroristas mais procurados do FBI em conexão com dois atentados a bomba da Brigada de Libertação Animal no norte da Califórnia em 2003. Ele é o segundo cidadão dos Estados Unidos e o primeiro terrorista doméstico a aparecer na lista. O FBI está oferecendo US$ 250.000,00 por informações que levem à sua prisão. | |                                                                    |                                                 |                         |          |
| | |                                                                    |                                                 |                         |          |
| | Fahd al-Quso | Atentado ao USS Cole                                               | 12 de outubro de 2000                           | 2 de novembro de 2009   | Morto    |
| Procurado por seu papel no bombardeio do USS Cole no Iêmen, em outubro de 2000, no qual 17 marinheiros americanos foram mortos. O programa Recompensas para a Justiça ofereceu US$ 5 milhões por informações que levassem à sua captura ou condenação. Ele foi morto em um ataque de drone no Iêmen em 6 de maio de 2012.                                   | |                                                                    |                                                 |                         |          |
| | |                                                                    |                                                 |                         |          |
| | Husayn Muhammed al-Umari | Voo Pan Am 830                                                     | 11 de agosto de 1982                            | 2 de novembro de 2009   | Livre    |
| Também conhecido como Abu Ibrahim, é procurado por sua conexão com o atentado a bomba ao voo Pan Am 830 em 1982. | |                                                                    |                                                 |                         |          |
| | |                                                                    |                                                 |                         |          |
| | Wadoud Muhammad Hafiz Al-Turki | Voo Pan Am 73                                                      | 5 de setembro de 1986                           | 3 de dezembro de 2009   | Livre    |
| Procurado por seu papel no sequestro do voo Pan Am 73. Condenado no Paquistão em 1988, mas supostamente deportado para a Palestina em 2009. | |                                                                    |                                                 |                         |          |
| | Jamal Saeed Abdul Rahim | Voo Pan Am 73                                                      | 5 de setembro de 1986                           | 3 de dezembro de 2009   | Livre    |
| Procurado por seu papel no sequestro do voo Pan Am 73. Condenado no Paquistão em 1988, mas supostamente deportado para a Palestina em 2009. Autoridades paquistanesas afirmaram que ele foi morto em 9 de janeiro de 2010 por um ataque aéreo dos EUA, mas os relatos nunca foram confirmados e ele ainda está na lista.                                    | |                                                                    |                                                 |                         |          |
| | Muhammad Abdullah Khalil Hussain Ar-Rahayyal | Voo Pan Am 73                                                      | 5 de setembro de 1986                           | 3 de dezembro de 2009   | Livre    |
| Procurado por seu papel no sequestro do voo Pan Am 73. Condenado no Paquistão em 1988, mas supostamente deportado para a Palestina em 2009. | |                                                                    |                                                 |                         |          |
| | Muhammad Ahmed Al-Munawar | Voo Pan Am 73                                                      | 5 de setembro de 1986                           | 3 de dezembro de 2009   | Livre    |
| Procurado por seu papel no sequestro do voo Pan Am 73. Condenado no Paquistão em 1988, mas supostamente deportado para a Palestina em 2009. | |                                                                    |                                                 |                         |          |
| | |                                                                    |                                                 |                         |          |
| Adnan G. El Shukrijumah | Adnan Gulshair el Shukrijumah | Plano de bombardeio ao Metrô de Nova York e ao Reino Unido de 2009 | Setembro de 2009                                | 8 de julho de 2010      | Morto    |
| Adnan G. El Shukrijumah | Procurado por seu suposto papel na conspiração contra o sistema de metrô da cidade de Nova York, descoberta em setembro de 2009. Ele foi morto em uma operação de caça pelo Exército do Paquistão no Waziristão do Sul em 6 de dezembro de 2014. |                                                                    |                                                 |                         |          |
| | |                                                                    |                                                 |                         |          |
| | Fauzi Ayub | Fraude de passaporte                                               | Outubro de 2000                                 | 6 de julho de 2011      | Morto    |
| Membro do Hezbollah acusado de usar um passaporte falso para entrar em Israel a fim de realizar um atentado a bomba. Morto por membros do Exército Livre da Síria em maio de 2014. | |                                                                    |                                                 |                         |          |
| | |                                                                    |                                                 |                         |          |
| | Abu Mansoor Al-Amriki (nascido Omar Shafik Hammami) | Filiação ao al-Shabaab                                             | Novembro de 2006 - Junho de 2013                | 14 de novembro de 2012  | Morto    |
| Ingressou no al-Shabaab em 2006 e se tornou um de seus principais líderes. Depois de se separar da organização em junho de 2013, ele foi morto por seus militantes em 12 de setembro do mesmo ano. | |                                                                    |                                                 |                         |          |
| | |                                                                    |                                                 |                         |          |
| Radullan Sahiron | Radullan Sahiron | Sequestros para o grupo terrorista Abu Sayyaf                      | 14 de novembro de 1993                          | 14 de novembro de 2012  | Livre    |
| Radullan Sahiron | Suposto líder do Abu Sayyaf desde 2005. Procurado por um sequestro específico em 1993, mas acredita-se que seja responsável por outros sequestros. |                                                                    |                                                 |                         |          |
| | |                                                                    |                                                 |                         |          |
| Assata Shakur | Assata Shakur (nascida JoAnne Deborah Byron, nome de casada JoAnne Chesimard) | Assassinato do soldado Werner Foerster                             | 2 de maio de 1973                               | 2 de maio de 2013       | Livre    |
| Assata Shakur | Ex-membro do Exército de Libertação Negra que vive abertamente em Cuba depois de ter escapado de uma prisão em Nova Jersey em 1979. Recompensa de dois milhões de dólares oferecida. |                                                                    |                                                 |                         |          |
| | |                                                                    |                                                 |                         |          |
| | Ahmad Abousamra | Tentativa de obter treinamento terrorista                          | 2002 - 2004                                     | 18 de dezembro de 2013  | Morto    |
| Procurado por viajar ao Paquistão e ao Iêmen entre 2002 e 2004 para receber treinamento terrorista. Morto em um ataque aéreo na Síria em janeiro de 2017. | |                                                                    |                                                 |                         |          |
| | |                                                                    |                                                 |                         |          |
| | Liban Haji Mohamed | Recrutamento para o al-Shabaab                                     | Desde 5 de julho de 2012                        | 29 de janeiro de 2015   | Livre    |
| Supostamente partiu dos EUA em 5 de julho de 2012 para se juntar ao al-Shabaab e atuou como recrutador da organização. Detido pelas autoridades somalis em 2 de março de 2015, mas ainda está na lista. | |                                                                    |                                                 |                         |          |
| | |                                                                    |                                                 |                         |          |
| Ahlam Tamimi | Ahlam Tamimi | Atentado terrorista da pizzaria Sbarro                             | 9 de agosto de 2001                             | 14 de março de 2017     | Livre    |
| Ahlam Tamimi | Presa e encarcerada em Israel, mas libertada como parte da troca de prisioneiros de Gilad Shalit em 2011. |                                                                    |                                                 |                         |          |
| | |                                                                    |                                                 |                         |          |
| Sajid Mir | Sajid Mir | Atentados de 26 de novembro de 2008 em Bombaim                     | 26 de novembro de 2008 - 29 de novembro de 2008 | 22 de março de 2019     | Livre    |
| Sajid Mir | Preso pelas autoridades paquistanesas em 21 de abril de 2022, depois condenado e sentenciado a quinze anos e meio de prisão em 16 de maio do mesmo ano. Ele não foi extraditado e continua na lista em fevereiro de 2023. |                                                                    |                                                 |                         |          |

## Recompensas
Desde 1984, o governo dos Estados Unidos também tem usado o Programa de Recompensas para a Justiça, que paga recompensas monetárias de até US$ 25 milhões, ou agora, em alguns casos, mais, mediante autorização especial do Secretário de Estado dos Estados Unidos, a indivíduos que fornecem informações que levam substancialmente ao combate de ataques terroristas contra pessoas dos Estados Unidos. Mais de US$ 100 milhões foram pagos a mais de 60 pessoas por meio desse programa.
O Programa Recompensas para a Justiça foi estabelecido pela Lei de 1984 de Combate ao Terrorismo Internacional, Lei Pública 98-533, e é administrado pela Agência de Segurança Diplomática, dentro do Departamento de Estado dos EUA.